# 小島明子
小島 明子（こじま あきこ）は、TBSラジオの元TBS954情報キャスター（現在のTBSラジオキャスター）。千葉県出身。

## 出演番組
- 交通情報 （千葉県警交通キャスター）
- 毒蝮三太夫のミュージックプレゼント （アシスタント）
- 土曜ワイドラジオTOKYO 永六輔その新世界 （「道の駅」のコーナー担当）